# Combat de Maldonado
Pour les articles homonymes, voir Maldonado.
Le combat de Maldonado est une bataille navale livrée le 30 décembre 1826 au large de Maldonado, en Uruguay, pendant la guerre de Cisplatine (1825-1828).
La goélette brésilienne Leal Paulistana, croise devant Maldonado, à la recherche de corsaires argentins lorsque précisément surgissent trois chaloupes armées ennemies. Celles-ci sont commandées par le corsaire français César Fournier, au service de l'Argentine, et sont manœuvrées par un équipage hétéroclite de 27 aventuriers français, anglais et américains. Quoique la goélette soit plus puissante et compte surtout un nombreux équipage (66 hommes), les corsaires tentent l'abordage. Par chance pour eux, le commandant brésilien, le premier lieutenant Antoñio Carlos Ferreira, est grièvement blessé dès le début de l'assaut et sa mise hors de combat décourage complètement ses hommes qui rendent aussitôt leurs armes.
César Fournier ramène triomphalement sa prise à Buenos Aires et la vend aux autorités argentines. Elle sera intégrée aux unités navales de ce pays sous le nouveau nom de Maldonado.